# Hiskholmen
Hiskholmen, est une île norvégienne du comté de Hordaland appartenant administrativement à Bømlo.

## Description
Rocheuse et couverte d'une légère végétation sur sa côte ouest et d'arbres sur sa côte ouest, elle s'étend sur environ 609 m de longueur pour une largeur approximative de 419 m. Elle compte quelques habitations au nord et une route qui y amènent. 